# Helmut Pommerening
Helmut Pommerening (* 19. Oktober 1902 in Groß Wunneschin, Kreis Lauenburg, Pommern; † nach 1950) war ein deutscher Polizeifunktionär und SS-Sturmbannführer.

## Leben und Tätigkeit
Pommerening trat in den 1920er Jahren in den Polizeidienst ein.
Im September 1933 wurde Pommerening von Reinhard Heydrich zur Bayerischen Politischen Polizei einberufen, in deren Dienststelle in München er anschließend tätig war. Im Oktober 1933 wurde er in den Sicherheitsdienst des Reichsführers SS (SD) übernommen. Anlässlich der Übernahme der Preußischen Geheimen Staatspolizei durch die SS im April 1934 wechselte Pommerening im Gefolge von Heydrich von München nach Berlin, wo er fortan im Geheimen Staatspolizeiamt tätig war. Er war anschließend im Gestapa bzw. nach dessen Bildung im Reichssicherheitshauptamt tätig. In der letzten leitete er das Hauptbüro des Amtes II. In dieser Eigenschaft war er zuständig für den Geschäftsbetrieb des gesamten Hauptamtes und den Geschäftsverkehr zwischen den Ämtern.
Zum 1. Mai 1937 trat Pommerening der NSDAP bei (Mitgliedsnummer 4.583.210). In der SS erhielt er am 20. April 1938 den Rang eines Sturmbannführers.
Von September 1941 bis Juni 1942 leitete Pommerening das Büro von Reinhard Heydrich in Prag.
Nach dem Zweiten Weltkrieg lebte er in Wuppertal-Barmen. Er wurde nach einer Sitzung des Entnazifizierungsausschusses für den Regierungsbezirk Düsseldorf unter Vorsitz des Rechtsanwalts Goebbels am 16. März 1951 durch Urteil vom 17. März 1951 in die Entnazifizierungskategorie IV „Mitläufer“ eingestuft, mit der Maßgabe, dass er als Sekretär beschäftigt werden dürfe.

## Ehe und Familie
Pommerening heiratete im Mai 1942 in Prag die Österreicherin Elisabeth Brauneis (* 12. November 1911 in Wien). Heinrich Himmler als Pommerenings Vorgesetzter in der Polizei und SS hatte sich zunächst gegen die Eheschließung gesperrt, da ein staatspolizeiliches Ermittlungsverfahren gegen die Braut lief und das Sippenamt der SS Einspruch erhoben hatte, weil in ihrer Familie Fälle von Geisteskrankheit aufgetaucht waren. Einem zweiten Antrag auf Eheschließung im März 1942 gab Himmler jedoch nach und gestattete die Heirat auf eigene Verantwortung von Pommerening.